# NGC 342
NGC 342 ist eine elliptische Galaxie vom Hubble-Typ E5 im Sternbild Walfisch südlich der Ekliptik. Sie ist schätzungsweise 262 Millionen Lichtjahre von der Milchstraße entfernt und hat einen Durchmesser von etwa 70.000 Lichtjahren.
Im selben Himmelsareal befinden sich u. a. die Galaxien NGC 340, NGC 345, NGC 347, NGC 349.
Das Objekt wurde am 27. September 1864 von dem deutschen Astronomen Albert Marth entdeckt.